# Pierre d'Assézat
Pour les articles homonymes, voir Assézat.
Pierre d'Assézat, né vers 1515 et mort le 15 décembre 1581), fils de Bernard Assézat et d'Isabeau Combarel tous deux étaient originaires d'Espalion, marchand de pastel, capitoul en 1552, était un riche bourgeois du XVIe siècle qui a fait bâtir l'Hôtel d'Assézat. 
Ce bourgeois protestant avait fait fortune dans le commerce international du pastel. Cette plante, cultivée dans le Lauragais, donnait une excellente teinture bleue, notamment utilisé dans l'industrie textile. Cette couleur était très usitée à l'époque de la Renaissance. Assézat est avant tout un marchand de pastel qu’il expédie en grandes
quantités en Espagne, aux Pays-Bas, en Angleterre et dans les grands ports du nord: Anvers, Rouen…
Pierre d'Assézat étendait ses cultures dans tout le triangle d'or, mais c'est au port de la Daurade, non loin de là, qu'il vendait ses productions. À l'époque, les transactions financières utilisaient les lettres de change, dont les banquiers lyonnais avaient le contrôle. 
C'est dans ce quartier des Changes qu'il fit construire son hôtel particulier. 
Devenu Capitoul en 1552 (puis une deuxième fois en 1562), Pierre d'Assézat fut anobli. En 1562, l'expulsion des protestants de Toulouse interrompit son mandat de capitoul et l'éloigna dix ans de la ville. À son retour, il obtint le pardon du roi de France, et se convertit au catholicisme. 
Il fallait à Pierre d'Assézat attendre près de deux ans entre la récolte du pastel et sa recette. Sa ruine fut le résultat de multiples facteurs concordants : l'arrivée de l'indigo, une plante sud-américaine directement concurrente du pastel, la méfiance des banquiers lyonnais dans une époque troublée, et de mauvaises récoltes.